# Міліграм-відсоток
Міліграм-відсоток (мг%) — позасистемна одиниця вимірювання концентрації.
Застосовуються також аналогічні одиниці вимірювання — мікрограм-відсоток (мкг%), тощо. Грам-відсоток (г%) — це звичайне визначення відсотка.
Визначення неоднозначне: мг% визначається як кількість міліграм (мг) даної сполуки, що міститься у 100 мл досліджуваного розчину або вміст у 100 г досліджуваної сполуки.
Перерахунок в одиниці SI:
| одиниця | об'ємна  | масова               |
| ------- | -------- | -------------------- |
| 1 г%    | 10 г/л   | 0,01 (1%)            |
| 1 мг%   | 10 мг/л  | 10−5 (0,01‰, 10 ppm) |
| 1 мкг%  | 10 мкг/л | 10−8 (0,01 ppm)      |

## Застосування
Зустрічається у статтях та книгах, виданих у XIX - ХХ столітті для вказівки змісту малих концентрацій вітамінів у рослинах та продуктах харчування, в описах складу крові.